# The World Is Mine
The World Is Mine je housová píseň od francouzského DJ Davida Guetty z jeho druhého studiového alba Guetta Blaster. Poté byla vydána jako třetí singl z tohoto alba 22. listopadu 2004 ve Francii.
O tři roky později v roce 2007 byl tento singl vydán také ve Spojených státech jako následovník jeho předchozího singlu „Love Don't Let Me Go (Walking Away)“ spolu s celým albem Guetta Blaster. Tato píseň se také nachází na kompilaci Fuck Me I'm Famous Volume 2 z roku 2005.